# تا ابد ابری
تا ابد ابری نام یک آلبوم موسیقی بی کلام است. بیشتر قطعات این آلبوم، از موسیقی‌های آثار سینما، تئاتر و تلویزیون بوده و برخی قطعات هم به صورت اختصاصی برای این مجموعه ساخته شده‌اند. در این آلبوم موسیقی آثار ۱۰ آهنگساز معاصر ایرانی گرد هم آمده‌است. علی جعفری پویان تک نواز ویلن تمامی این آثار است. آهنگسازانی که در این مجموعه آثارشان منتشر شده‌است عبارتند از: ناصر چشم‌آذر، کارن همایونفر، ایمان جعفری پویان، احسان بیرقدار، علی بهادری (نویان)، رضا خسروی، آرش بادپا، احمد میرمعصومی، فرهاد هراتی و بابک بیات.
این آلبوم شامل ۱۷ قطعه می‌باشد که برگرفته از قطعات موسیقایی برخی از آثاری سینمایی، تلویزیونی و نمایشی با فضای احساسی رمانتیک و عاشقانه است که از سال ۱۳۹۰ تا ۱۳۹۶ ضبط شده‌اند.
آلبوم «تا ابد ابری» توسط مؤسسه «نشر و پخش جوان» در ۲۵ بهمن ۱۳۹۶ منتشر شد. جشن انتشار و رونمایی آلبوم موسیقی «تا ابد ابری» ۴ اسفند ۱۳۹۶ با حضور جمعی از هنرمندان و هنردوستان در شهر کتاب ابن سینا برگزار گردید.
این آلبوم در پنجمین دورهٔ جشن موسیقی ما، نامزد بهترین آلبوم موسیقی دراماتیک سال ۱۳۹۶ شد.